# Жмурня
Жмурня — річка в Білорусі, у Лельчицькому районі Гомельської області. Права притока Уборті (басейн Прип'яті).

## Опис
Довжина річки 24 км., похил річки — 0,79 м/км. Площа басейну 129 км².
Притоки: Канал Михач (ліва).

## Розташування
Бере початок на сході від Локницької Рудні. Тече переважно на північний захід через Жмурнянську Рудню і у Лельчицях впадає у річку Уборть, праву притоку Прип'яті.